# Daniel V. Gallery
Konteramiral Daniel Vincent Gallery, född 10 juli 1901, död 16 januari 1977, officer i Förenta Staternas flotta. Han stred i det andra slaget om Atlanten under andra världskriget och är mest känd för kapningen av den tyska ubåten U-505. 

### Facklitteratur av Daniel V. Gallery
- Clear the Decks (Morrow, 1951)
- U-505 (original title: Twenty Million Tons Under the Sea) (1956)
- We Captured a U-boat (Popular Book Club, 1958)
- The Pueblo Incident (Doubleday, 1970)
- Eight Bells (original title: Eight Bells And All's Well) (Norton, 1965)

### Romaner av Daniel V. Gallery
- Now, Hear This! (Paperback Library, 1966)
- Stand By-y-y to Start Engines (Norton, 1966)
- Cap'n Fatso (sequel to Now, Hear This) (Norton, 1969)
- Away Boarders (sequel to Cap'n Fatso) (Norton, 1971)
- The Brink (Warner Books, 1973)